# Speak Now World Tour – Live
Speak Now World Tour - Live é o primeiro álbum ao vivo da cantora e compositora norte-americana Taylor Swift, lançado em 21 de novembro de 2011, através da Big Machine Records. É composto por dois componentes: um CD de áudio e um acompanhamento visual em DVD ou Blu-ray. Gravado na turnê Speak Now World Tour de Swift, na qual ela embarcou para promover seu terceiro álbum de estúdio Speak Now, o álbum ao vivo consiste em canções e performance de várias datas.
O CD de 16 faixas inclui gravações ao vivo de todas as canções da edição padrão de Speak Now, com exceção de duas—"Never Grow Up" e "Innocent"—e a faixa "Ours", da edição deluxe. Adicionalmente, contêm três covers de canções pop de outros artistas—"Drops of Jupiter" (Train), "Bette Davis Eyes" (Kim Carnes) e "I Want You Back" (The Jackson 5). O single "Back to December" foi apresentada como parte de um medley com "Apologize" de OneRepublic e sua própria "You're Not Sorry", presente em seu álbum Fearless (2008). O DVD ou Blu-ray inclui performances bônus de outras canções não presentes em Speak Now e gravações da vida pessoal de Swift e ensaios para a turnê.
No Brasil, Speak Now World Tour – Live foi promovido pelo single digital "Long Live", com participação de Paula Fernandes, o qual alcançou o top dez da tabela Brasil Hot 100 Airplay. Os críticos musicais elogiaram o álbum ao vivo por mostrar a personalidade e o carisma de Swift no palco, mas consideraram-no muito longo e questionaram seus vocais ao vivo como fracos e tensos. Nos Estados Unidos, o álbum alcançou a 11ª posição da Billboard 200 e, em 2019, já havia vendido 368.000 cópias. Speak Now World Tour – Live adicionalmente entrou no top 30 nas tabelas da Austrália, onde recebeu o certificado de platina tripla, bem como no Canadá e Japão.

## Detalhes
O lançamento do projeto foi anunciado pela própria Swift através de um live chat com seus fãs no dia 21 de setembro de 2011. Ele será lançado no dia 21 de novembro de 2011 nos Estados Unidos, em formato físico (CD). Swift divulgou um vídeo promocional para anunciar o lançamento do projeto, e nele, ela revela que o show usado para gravação do material a ser lançado foi feita durante um show realizado na cidade de Foxborough, nos dias 25 e 26 de junho no Gillette Stadium, durante a Speak Now World Tour.

### Lançamento no Brasil & Single
O lançamento do álbum no Brasil contém uma versão inédita da música "Long Live", contendo trechos cantado em português pela cantora Paula Fernandes. Em um comunicado divulgado pela Universal Music, Taylor Swift disse: "Fiquei realmente feliz em dividir 'Long Live' com Paula Fernandes, pois esta é uma das minhas canções favoritas. Foi maravilhoso, amei sua versão, ficou linda." Bruno Tinoco da Janeiro Filmes, explicou a ideia do videoclipe da canção, dizendo: "A ideia do clipe é fazer com que pareça que a Paula está aqui no Brasil participando de um show da Taylor nos Estados Unidos. Para isso, usamos vários telões no estúdio". O single foi lançado em 3 de março de 2012.

## Lista de faixas
| Speak Now – CD padrão |                       |                                                                        |         |  |
| N.º                   | Título                | Compositor(es)                                                         | Duração |  |
| 1.                    | "Sparks Fly"          | Taylor Swift                                                           | 5:39    |  |
| 2.                    | "Mine"                | Swift                                                                  | 4:19    |  |
| 3.                    | "The Story of Us"     | Swift                                                                  | 4:49    |  |
| 4.                    | "Mean"                | Swift                                                                  | 4:09    |  |
| 5.                    | "Ours"                | Swift                                                                  | 4:05    |  |
| 6.                    | "Back to December"    | Swift                                                                  | 6:01    |  |
| 7.                    | "Better Than Revenge" | Swift                                                                  | 5:44    |  |
| 8.                    | "Speak Now"           | Swift                                                                  | 4:09    |  |
| 9.                    | "Last Kiss"           | Swift                                                                  | 6:12    |  |
| 10.                   | "Drops of Jupiter"    | Jimmy Stafford Scott Underwood Pat Monahan Charlie Colin Rob Hotchkiss | 5:08    |  |
| 11.                   | "Bette Davis Eyes"    | Donna Weiss Jackie DeShannon                                           | 3:07    |  |
| 12.                   | "I Want You Back"     | Freddie Perren Deke Richards Berry Gordy, Jr. Alphonso Mizell          | 1:21    |  |
| 13.                   | "Dear John"           | Swift                                                                  | 6:45    |  |
| 14.                   | "Enchanted"           | Swift                                                                  | 6:25    |  |
| 15.                   | "Haunted"             | Swift                                                                  | 4:49    |  |
| 16.                   | "Long Live"           | Swift                                                                  | 6:21    |  |
| Duração total:        | Duração total:        | Duração total:                                                         | 1:19:03 |  |

| Speak Now – CD2 da edição brasileira |                                            |                 |         |  |
| N.º                                  | Título                                     | Compositor(es)  | Duração |  |
| 1.                                   | "Long Live" (com part. de Paula Fernandes) | Swift Fernandes | 5:16    |  |
| Duração total:                       | Duração total:                             | Duração total:  | 1:24:19 |  |

## Desempenho
| Tabelas musicais (2011)              | Melhor posição |
| ------------------------------------ | -------------- |
| Austrália - Australian Albums Chart  | 30             |
| Austrália - Australian Country Chart | 1              |
| Canadá - Canadian Albums Chart       | 25             |
| Estados Unidos - Billboard 200       | 11             |
| Estados Unidos - Top Country Albums  | 2              |
| México - Mexican Albums Chart        | 67             |